# Elisabeth Perger

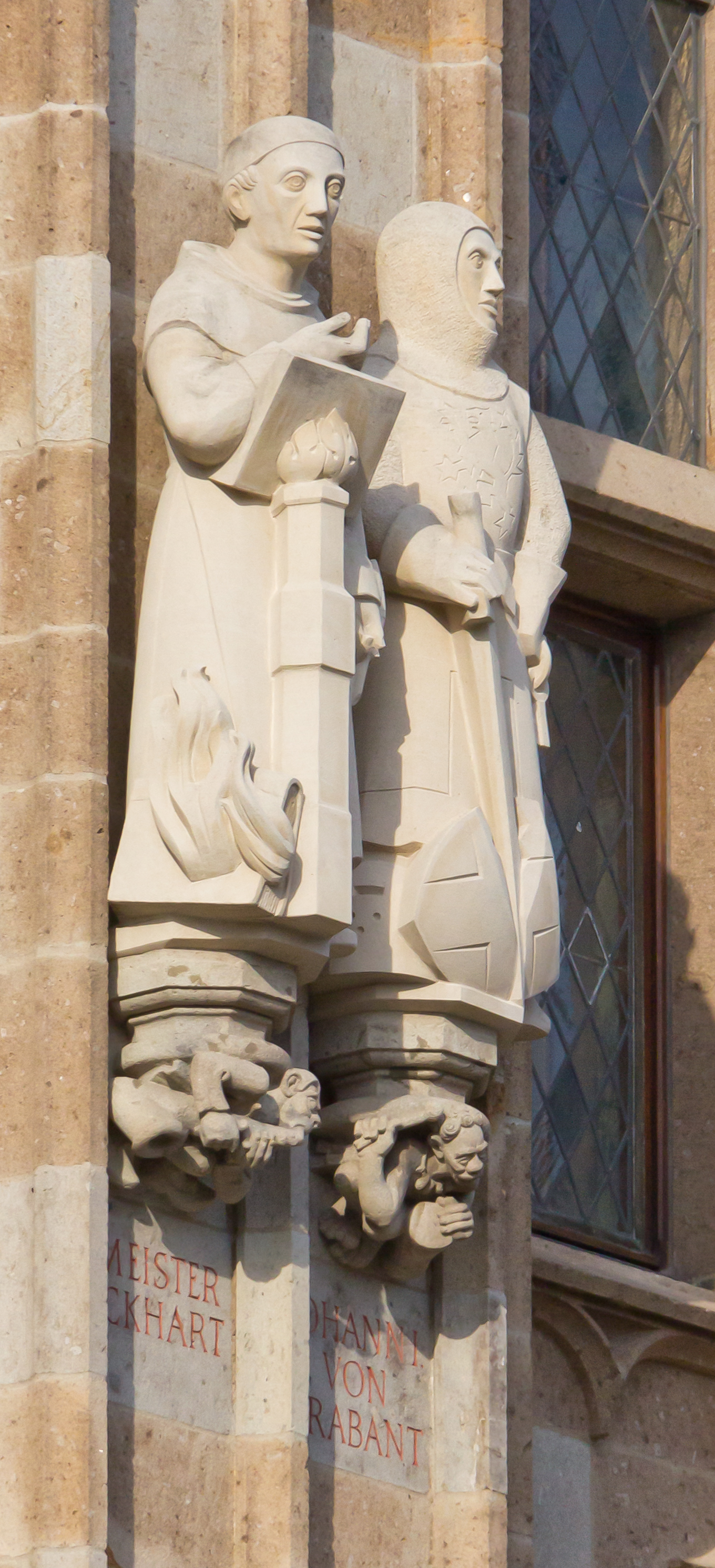
Figuren von Perger am Kölner Rathausturm: Meister Eckhart, Johann I. von Brabant

Elisabeth Perger (* 27. Mai 1960 in Krefeld) ist eine deutsche Bildhauerin. Eine Reihe ihrer Arbeiten befindet sich im kirchlichen und öffentlichen Raum.

## Leben
Perger wuchs in Köln auf und studierte 1980 bis 1990 an der Fachhochschule für Kunst und Design Bildhauerei bei Hans Karl Burgeff.
Sie ist verheiratet, hat zwei Kinder und lebt und arbeitet in Kerpen.

## Werke (Auswahl)
- Pietà, Buntsandstein; Hauskapelle Haus Altenberg, 1981[2]
- Altar, Tabernakel, Kreuz, Anröchter Dolomit, Eisen, Kupfer vergoldet, Holz; Hauskapelle des Caritas-Heimes, Soest, 1984[2]
- Kruzifix, farbig gefasstes Lindenholz; Pfarrkirche, Sennestadt, 1985[2]
- Ratsturmfiguren, Kölner Rathaus:[2]
  - Maria Clementine Martin („Klosterfrau“), 1989
  - Anna Maria van Schurman, 1991
  - Meister Eckhart, 1990
  - Johann I. von Brabant, 1992
  - Kaspar, 1992
  - Melchior, 1992
  - Balthasar, 1992
- Katharina von Siena, Kirche St. Katharina von Siena[3]
- Frauen–gestern–heute–morgen, Frauenskulptur der Katholischen Frauengemeinschaft Deutschlands, 2013[4]
- Adelheid von Vilich, Anröchter Grünstein, vor Sankt Peter in Vilich, 2015[5]